# روجيرو ميكالي
ماريو روجيرو ريس ميكالي (من مواليد 28 مارس 1969) والمعروف باسم روجيرو ميكالي، هو مدرب برازيلي محترف لكرة القدم ولاعب سابق وكان لميكالي تجربةً قصيرة كلاعب كرة قدم بدأت في عام 1989 في نادي بورتوجيسا لوندرينينسي البرازيلي، وانتهت في نادي أوبيراريو فيروفياريو، وخلال هذه الفترة لعب لفريقين آخرين هما لوندرينا وأبوكارانا.
في عام 2015 تولى تدريب منتخب الشباب البرازيلي تحت 20 عامًا قبل أيام قليلة من كأس العالم، وقدم أداء جيد ونجح في الوصول للنهائي الذي خسره على يد صربيا، اختير بعد ذلك لتدريب منتخب البرازيل الأوليمبي، ونجح في بناء فريق قوي من الشباب مطعم بنجوم عالمية على غرار نيمار نجم باريس سان جيرمان الحالي وبرشلونة السابق، وجابرييل جيسوس نجم مانشستر سيتي، وفاز بأولمبياد ريو دي جانيرو 2016، لكنه بعد ذلك فشل في الوصول لكأس العالم لمنتخبات الشباب تحت 20 عامًا بالمنتخب الأصغر سنًا، فأقيل وعاد إلى أتلتيكو مينيرو كمدرب للفريق الأول في 2017
وقعت إدارة نادي الهلال عقدا مع المدرب البرازيلي روجيرو ميكالي يتولى بموجبه قيادة فريق كرة القدم لدرجة الشباب تحت 19 سنة، خلفا لمواطنه كارلوس أمادو الذي توفي الشهر نوفمبر 2020. بدأ في 15 فبراير 2021 مهمة تدريب الفريق الأول لكرة القدم بنادي الهلال السعودي، وذلك بعد إقالة الروماني رازفان لوشيسكو من تدريب النادي عقب النتائج السلبية التي مر بها الفريق في الدوري السعودي للمحترفين.

## روابط خارجية
- روجيرو ميكالي، الملف  على موقع Soccerway